# مكسيم بوجدانوفيتش
مكسيم أدامافيتش بوجدانوفيتش (8 ديسمبر 1891 - 25 ماي 1917) (بالبيلاروسية:Максім Адамавіч Багдановіч) شاعر وصحفي ومترجم وناقد أدبي بيلاروسي. يعتبر أحد مؤسسي اللغة البيلاروسية الحديثة.

## مسيرته
ولد بوجدانوفيتش في مدينة مينسك، والده هو آدم بوجدانوفيتش، وهو عالم إثنوغرافي بارز في بيلاروسيا عمل طوال حياته المهنية موظف صرافة بنكي.
في عام 1896، كتب مكسيم قصائده الأولى باللغة البيلاروسية. كان بوجدانوفيتش من المشاركين في الثورة الروسية 1905.
بعد الانتهاء من المدرسة في عام 1911، ذهب بوجدانوفيتش إلى بيلاروسيا لمقابلة شخصيات مهمة من عصر النهضة البيلاروسية: فاتسلو لاستوسكي وإيفان لوكيفيتش وأنتون لوكييفيتش. في نفس السنة بدأ دراسة القانون في مدرسة ياروسلافل. خلال دراسته ، عمل بوجدانوفيتش في إحدى الصحف، وكتب العديد من الأعمال الأدبية، ونشر في كل من بيلاروسيا وروسيا.
في بداية عام 1914، تم نشر كتابه الوحيد من القصائد، "Vianok" (إكليل)، الذي نُشر في فيلنيوس.
في صيف عام 1916، انتقل مكسيم بوجدانوفيتش إلى مينسك وعمل هناك في إدارة غوبرنيه المحلية.
في فبراير 1917، ذهب بوجدانوفيتش إلى القرم لتلقي العلاج من مرض السل. العلاج لم ينجح، وتوفي في تلك السنة في يالطا.
تم حفظ أوراق الشاعر في منزل والده، لكنها تضررت بشدة خلال الحرب الأهلية الروسية في عام 1918.